# Kobe Vleminckx
Kobe Vleminckx (31 de mayo de 1998) es un deportista de Bélgica que compite en atletismo. Ganó una medalla de plata en el Campeonato Europeo de Atletismo Sub-23 de 2019, en la prueba de 200 m.